# Isophya transcaucasica
Isophya transcaucasica är en insektsart som beskrevs av Willy Adolf Theodor Ramme 1930. Isophya transcaucasica ingår i släktet Isophya och familjen vårtbitare. Inga underarter finns listade i Catalogue of Life.